# Lacanobia olivaceula
Lacanobia olivaceula är en fjärilsart som beskrevs av Felix Bryk 1948. Lacanobia olivaceula ingår i släktet Lacanobia och familjen nattflyn. Inga underarter finns listade i Catalogue of Life.